# Zdzisław Kuźniar
Zdzisław Kuźniar (ur. 26 lipca 1931 w Wolnym Mieście Gdańsku) – aktor teatralny, filmowy i telewizyjny.

## Życiorys
Absolwent Państwowej Wyższej Szkoły Teatralnej w Krakowie (1955). 3 grudnia 1955 roku zadebiutował rolą kamerdynera księcia w spektaklu Intryga i miłość Friedricha Schillera w reż. Aleksandra Gąssowskiego w Teatrze Polskim w Poznaniu.
Występował na deskach teatrów: Dramatycznego w Poznaniu (1955–1960), Wybrzeże w Gdańsku (1960–1961), Rozmaitości we Wrocławiu (1961–1967) oraz Współczesnego we Wrocławiu (1967–1996).

## Filmografia
| - Godziny nadziei (1955) - Trzy kobiety (1956) - Warszawska syrena (1956) - Zimowy zmierzch (1956) - Ewa chce spać (1957) – bandyta kradnący scenariusz filmu - Pigułki dla Aurelii (1958) – Urban, członek oddziału - Wolne miasto (1958) – polski listonosz - Rok pierwszy (1960) – Zwoleń, przyjaciel Otryny ze wsi - Drugi brzeg (1962) – strażnik więzienny - Jak być kochaną (1962) – pilot na lotnisku - Zerwany most (1962) – dowódca czoty - Dwa żebra Adama (1963) – mężczyzna kupujący rozmówki polsko-włoskie - Pamiętnik pani Hanki (1963) – inspektor policji - Agnieszka 46 (1964) – Prokop - Giuseppe w Warszawie (1964) – przedstawiciel podziemia wręczający Giuseppe odznaczenie - Pierwszy dzień wolności (1964) – żołnierz - Rękopis znaleziony w Saragossie (1964) – członek świty szejka - Bumerang (1966) – pasażer autobusu - Cała naprzód (1966) – marynarz ze szramą na „Rosicie” (opowieść 2.) - Morderca zostawia ślad (1967) – „Tarzan” - Sami swoi (1967) – żołnierz obserwujący ujeżdżanie konia - Stawka większa niż życie (serial telewizyjny) (1968) – kapitan Wehrmachtu, znajomy Jeanne Mole (odc. 11. Hasło) - Wilcze echa (1968) – („Pijawka”, członek bandy Moronia) - Jak rozpętałem drugą wojnę światową (1969) – Dimo Stojadinovic, kapitan jugosłowiańskiego statku (cz. 1. Ucieczka i cz. 2. Za bronią) - Ostatni świadek (1969) – SS-mann dowodzący akcją likwidacji więźniów ukrywających skarb - Sąsiedzi (1969) – kolejarz - Kto wierzy w bociany? (1970) – Borowiec, ojciec Danki - Legenda (1970) – żołnierz oddziału partyzanckiego - Martwa fala (1970) – marynarz - Aktorka (1971) – Iljuszka Babin - Diament radży (1971) – ogrodnik pastora - Meta (1971) – brat (?) Ireny Trzeciak - Motodrama (1971) – członek ekipy Patagonii - Niedziela Barabasza (1971) – Barabasz - Nos (1971) – przyjaciel Kowalewa - Zaraza (1971) – pracownik zakładu pogrzebowego - Fortuna (1972) – „Krzywy Edek” - Gruby (serial telewizyjny) (1972) – Szulc, nauczyciel wf-u - Ten okrutny, nikczemny chłopak (1972) – wychowawca w domu dziecka - Droga (serial telewizyjny) (1973) – dyspozytor - Janosik (serial telewizyjny) (1973) – Jakub Wielosławski, podskarbi krakowski (odc. 5. Tańcowali zbójnicy) - Karino (serial telewizyjny) (1974) – koniuszy - Najważniejszy dzień życia (1974) – ojciec Iwony - Wieczne pretensje (1974) – przyjaciel Ryśka z hufców pracy - Ziemia obiecana (1974) – Kaczmarek, nabywca Kurowa - Długa noc poślubna (1976) – kolega ojca Adama - Za rok, za dzień, za chwilę... (1976) - Znaki szczególne (1976) – towarzysz z komitetu - Znak orła (serial telewizyjny) (1977) – margrabia brandenburski (odc. 2. Słowo zakonu. 1308) - Próba ognia i wody (1978) – inżynier Ciećwierz - Życie na gorąco (serial telewizyjny) (1978) – Otto, człowiek Bohnego (odc. 7. Wiedeń) - Janek (1979) – gestapowiec - Kung-fu (1979) – strażnik | - Strachy (serial telewizyjny) (1979) – komisarz policji - W słońcu i w deszczu (1979) – ojciec Julki (odc. 3. W szachu, odc. 4. Na wszystkie fronty i odc. 5. Końskie wesele) - Bo oszalałem dla niej (1980) – sierżant MO - Gdy nad „Anną” gorzało niebo (1980) – Wojciech Korfanty - Misja (1980) – komisarz policji - Panienki (1980) – mężczyzna z wizytą w szpitalu - On, ona, oni (1981) – przewodniczący KZ NSZZ „Solidarność” - Vabank (1981) – Krempitsch, człowiek Kramera - Blisko, coraz bliżej (serial telewizyjny) (1982) – baron (odc. 3. Trwanie i przemoc. Rok 1884) - Popielec (1982) – Starostka - Dolina szczęścia (1983) – Zygmunt Kamiński - Dzień kolibra (1983) – członek obsługi lotniska - Nie było słońca tej wiosny (1983) – Wiśniewski, policjant - Szkatułka z Hongkongu (1983) – policjant na dworcu - Trapez (serial telewizyjny) (1984) – Włodek, mąż Marii (odc. 3. Sylwia) - Trzy stopy nad ziemią (1984) – dyrektor Kazimierz Zybel - Yesterday (1984) – ojciec „Johna” - Dom Sary (1985) – Julian, kamerdyner Sary - Kochankowie mojej mamy (1985) – pan Józio - Osobisty pamiętnik grzesznika przez niego samego spisany (1985) – tkacz - Przyłbice i kaptury (serial telewizyjny) (1985) – hrabia Heinrich von Warmsdorf, wysłannik krzyżacki w Wilnie (odc. 5. W gnieździe wroga) - Mewy (fragmenty życiorysu) (1986) – lokator w dawnym pokoju Zosi - Na całość (1986) – komendant posterunku - Na kłopoty… Bednarski (serial telewizyjny) (1986) – Horst Filipiak, właściciel biura emigracyjnego „Złote Runo”, współpracownik Abwehry (odc. 3. Złote Runo) - Republika nadziei (1986) – rządca w majątku Von Zwirnera - Rykowisko (1986) – szef z MSZ - Dorastanie (serial telewizyjny) (1987) – sekretarz POP PZPR w fabryce Braniaka - Kingsajz (1987) – człowiek w berecie - Misja specjalna (1987) – Niemiec przeszukujący samochody na szosie - Pociąg do Hollywood (1987) – pasażer pociągu - Męskie sprawy (1988) – Rozmiarek - Deja Vu (1989) – O’Halloran, porucznik chicagowskiej policji - Konsul (1989) – Nowak, sekretarz POP PZPR w zakładach - Marcowe migdały (1989) – Kos, ojciec Oli - Powroty (1989) – klucznik od piwnicy - Seszele (1990) – Józek, szef statystów w operze - Piggate (1990) – adwokat fałszywego Holdinga - Żabi skok (1994) – goryl - Nie ma zmiłuj (2000) – właściciel pokoju wynajmowanego przez Piotra - Świat według Kiepskich (serial telewizyjny) (2000–2002) – doktor (odc. 63. Kiepski magnes) oraz mówca (odc. 129. Ostatni cham) - Gorący temat (serial telewizyjny) (2002–2003) – Jacek L. lub Janusz S., „Kapucha”, człowiek Musiała - Święta polskie (2003) – „oczytany” kierowca TIR-a (w Królowa chmur) - Fala zbrodni (serial telewizyjny) (2004) – Uchalski „Uchal” (odc. 24. Psy gończe) - Fundacja (2006) – kredytobiorca Gajewski - Jasne błękitne okna (2006) – lekarz - Wszystko będzie dobrze (2007) – komendant Władek - Na dobre i na złe (serial telewizyjny) (2009) – patolog Zygmunt Niedziela - Prawo Agaty (serial telewizyjny) (2014) – ojciec oskarżonej (seria 6 odc. 4) |

## Odznaczenia i nagrody
- Złoty Medal Zasłużony Kulturze Gloria Artis (2021)
- Nagroda Wrocławskiego Towarzystwa Przyjaciół Teatru za wybitne osiągnięcia artystyczne (2003)
- „Złota Iglica” (1988)
- Nagroda artystyczna miasta Wrocławia (1987)
- Krzyż Kawalerski Orderu Odrodzenia Polski (1986)
- Zasłużony Działacz Kultury (1986)
- Medal 40-lecia Polski Ludowej (1984)
- Nagroda Przewodniczącego Komitetu do Spraw Radia i Telewizji I stopnia (zespołowa) dla twórców spektaklu Teatru Faktu Proces Rudolfa Hoessa (1980)
- Złoty Krzyż Zasługi (1978)
- Nagroda Towarzystwa Miłośników Wrocławia (1974)
- Zasłużony dla Dolnego Śląska (1972)